# Olympische Winterspiele 2022/Teilnehmer (Puerto Rico)
| Gelbes Symbol für Goldmedaillen mit stilisierten Olympischen Ringen | Graues Symbol für Silbermedaillen mit stilisierten Olympischen Ringen | Braundes Symbol für Bronzemedaillen mit stilisierten Olympischen Ringen |
| ------------------------------------------------------------------- | --------------------------------------------------------------------- | ----------------------------------------------------------------------- |
| —                                                                   | —                                                                     | —                                                                       |

Puerto Rico nahm an den Olympischen Winterspielen 2022 in Peking mit zwei Athleten, davon je ein Mann und eine Frau, in zwei Sportarten teil. Es war die achte Teilnahme des Landes an Olympischen Winterspielen.

## Teilnehmer nach Sportarten

### Skeleton
| Athlet       | Wettbewerbe | Lauf 1      | Lauf 1 | Lauf 2      | Lauf 2 | Lauf 3      | Lauf 3 | Lauf 4        | Lauf 4        | Gesamt      | Gesamt |
| Athlet       | Wettbewerbe | Zeit        | Rang   | Zeit        | Rang   | Zeit        | Rang   | Zeit          | Rang          | Zeit        | Rang   |
| ------------ | ----------- | ----------- | ------ | ----------- | ------ | ----------- | ------ | ------------- | ------------- | ----------- | ------ |
| Frauen       |             |             |        |             |        |             |        |               |               |             |        |
| Kellie Delka | Einzel      | 1:04,83 min | 24     | 1:04,47 min | 24     | 1:04,55 min | 24     | ausgeschieden | ausgeschieden | 3:13,85 min | 24     |

### Ski Alpin
| Athleten         | Wettbewerbe  | 1. Lauf     | 1. Lauf | 2. Lauf     | 2. Lauf | Gesamt      | Gesamt |
| Athleten         | Wettbewerbe  | Zeit        | Rang    | Zeit        | Rang    | Zeit        | Rang   |
| ---------------- | ------------ | ----------- | ------- | ----------- | ------- | ----------- | ------ |
| Männer           |              |             |         |             |         |             |        |
| William Flaherty | Slalom       | 1:09,86 min | 51      | 1:02,57 min | 42      | 2:12,43 min | 44     |
| William Flaherty | Riesenslalom | 1:20,16 min | 48      | 1:21,26 min | 38      | 2:41,42 min | 40     |